# Halabdża (gubernatorstwo)
Halabdża (kurd. پارێزگای ھەڵەبجە, Parêzgeha Helebceyê; arab.  محافظة حلبجة, Muḥāfaẓat Ḥalabǧa) – gubernatorstwo w Regionie Kurdystanu w Iraku. Zostało utworzone w 2014 roku poprzez odcięcie od prowincji As-Sulajmanijja. Jest to czwarte i najmniejsze względem powierzchni gubernatorstwo Regionu Kurdystanu, a także najmniej zaludniona prowincja Iraku. Jego stolicą jest Halabdża.

## Historia
Kurdyjski parlament po raz pierwszy zgodził się na zmianę dystryktu Halabdża na gubernatorstwo w 1999 roku, ale nie zostało to wtedy wykonane.
Region Kurdystanu zaakceptował podniesienie rangi tego dystruktu do gubernatorstwa w czerwcu 2013 roku. 31 grudnia 2013 roku Rada Ministrów Iraku przekazała do Rady Reprezentantów projekt ustawy mający na celu wyodrębnienie gubernatorstwa, lecz nie przeszedł on dalej. Spiker Izby Reprezentantów, Usama an-Nudżafji, zaznaczył jednak, że Kurdystan ma moc prawną wymaganą do podniesienia dystryktu Halabdży do rangi gubernatorstwa. 13 marca 2014 roku premier Kurdystanu podpisał decyzję w tej sprawie, na trzy dni przed rocznicą ataku gazowego w Halabdży. 16 marca 2014 roku prezydent Regionu Kurdystanu, Masud Barzani, podpisał regionalną dyrektywę ostatecznie podnoszącą dystrykt Halabdży do rangi gubernatorstwa. W lutym 2015 roku parlament Kurdystanu zaakceptował projekt ustawy nadający prowincji infrastrukturę prawną do wybierania rady prowincjonalnej i gubernatora.
Od grudnia 2015 roku parlament Iraku nie uznał gubernatorstwa za oficjalnie istniejące, rzekomo powołując się na problemy z jego finansowaniem. W sierpniu 2018 roku uprawniono władze gubernatorstwa do wydawania paszportów, dowodów osobistych i innych dokumentów pod nazwą prowincji.

## Dystrykty
Halabdża złożona jest z czterech dystryktów:
- Halabdża (region centralny),
- Syruan,
- Churmal,
- Bjara.

Trzy inne dystrykty miały opcje dołączenia do gubernatorstwa, ale odrzuciły ją.